# Schwenckia lateriflora
Schwenckia lateriflora är en potatisväxtart som först beskrevs av Vahl, och fick sitt nu gällande namn av L. A. F. Carvalho. Schwenckia lateriflora ingår i släktet Schwenckia och familjen potatisväxter. Inga underarter finns listade i Catalogue of Life.